# Kabukimono

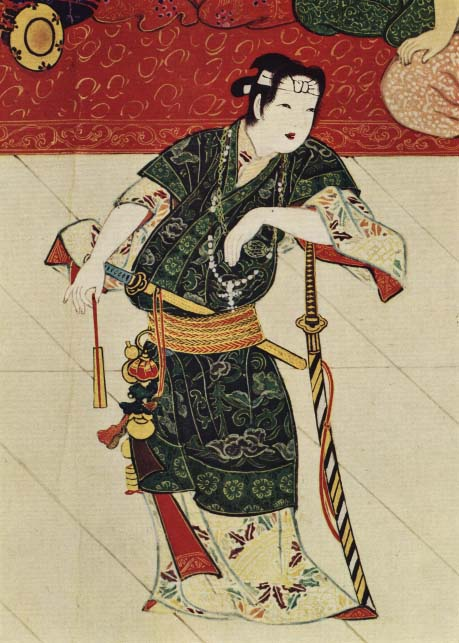
Okuni vestita da samurai

I kabukimono (カブキ者?) o hatamoto yakko (旗本奴?) erano in Giappone, tra la fine del periodo Muromachi e la prima parte del periodo Edo, dei samurai senza padrone (rōnin) che si dichiaravano servitori dello shōgun, sebbene agissero di fatto da fuorilegge.
Erano soliti frequentare il "quartiere del piacere" (la zona della città in cui si trovavano le dimore delle geisha) di Edo, ed erano soliti vestire in maniera appariscente ed eccentrica, parlare in maniera volgare e agire in modo provocatorio e arrogante, soprattutto nei confronti della gente comune; la legge permetteva infatti ai samurai di uccidere chiunque offendesse il proprio onore.
Si pensa che la yakuza moderna abbia avuto origine da gruppi di kabukimono, sebbene alcuni fanno risalire la stessa ai machi yakko (町奴?), una sorta di polizia privata.